# (5835) Mainfranken
(5835) Mainfranken es un asteroide perteneciente al cinturón exterior de asteroides, región del sistema solar que se encuentra entre las órbitas de Marte y Júpiter, descubierto el 21 de septiembre de 1992 por Freimut Börngen desde el Observatorio Karl Schwarzschild, en Tautenburg, Alemania.

## Designación y nombre
Designado provisionalmente como 1992 SP24. Fue nombrado Mainfranken en homenaje al distrito alemán de Franken en la parte norte de Baviera, marcado por el río Main que se origina tanto en Fichtelgebirge como en la Suiza Francona. La madre del descubridor y sus antepasados son de este distrito.

## Características orbitales
Mainfranken está situado a una distancia media del Sol de 3,215 ua, pudiendo alejarse hasta 3,671 ua y acercarse hasta 2,759 ua. Su excentricidad es 0,141 y la inclinación orbital 4,941 grados. Emplea 2106,23 días en completar una órbita alrededor del Sol.

## Características físicas
La magnitud absoluta de Mainfranken es 12,7. 